# Филипп (сын Аминты II)
Филипп (др.-греч. Φίλιππος; V—IV века до н. э.) — сын македонского царя Аминты II.

По гипотезе британского историка Н. Хэммонда, Архелай, чей сын был мал, в целях связать две линии рода Аргеадов и предупредить рознь выдал одну из своих дочерей замуж за Филиппа.
Однако после гибели Архелая в 399 году до н. э. между потомками сыновей Александра I: Пердикки II, Менелая и Аминты разгорелась ожесточённая династическая борьба. В 392 году до н. э. отец Филиппа и сын Менелая Аминта II был убит Дердой. Как отметил Хэммонд, очевидно, что македонское Собрание решило не возводить на престол Филиппа. Власть вернулась к линии Архелая — трон перешёл к сыну Аэропа II Павсанию.
Возможно, младшим братом Филиппа был Птолемей Алорит, родившийся около 418 года до н. э.